# Agyrium rufum
Agyrium rufum är en lavart som först beskrevs av Christiaan Hendrik Persoon, och fick sitt nu gällande namn av Elias Fries. Agyrium rufum ingår i släktet Agyrium och familjen Agyriaceae.  Arten är reproducerande i Sverige. Inga underarter finns listade i Catalogue of Life.